# Soldato con ragazza sorridente

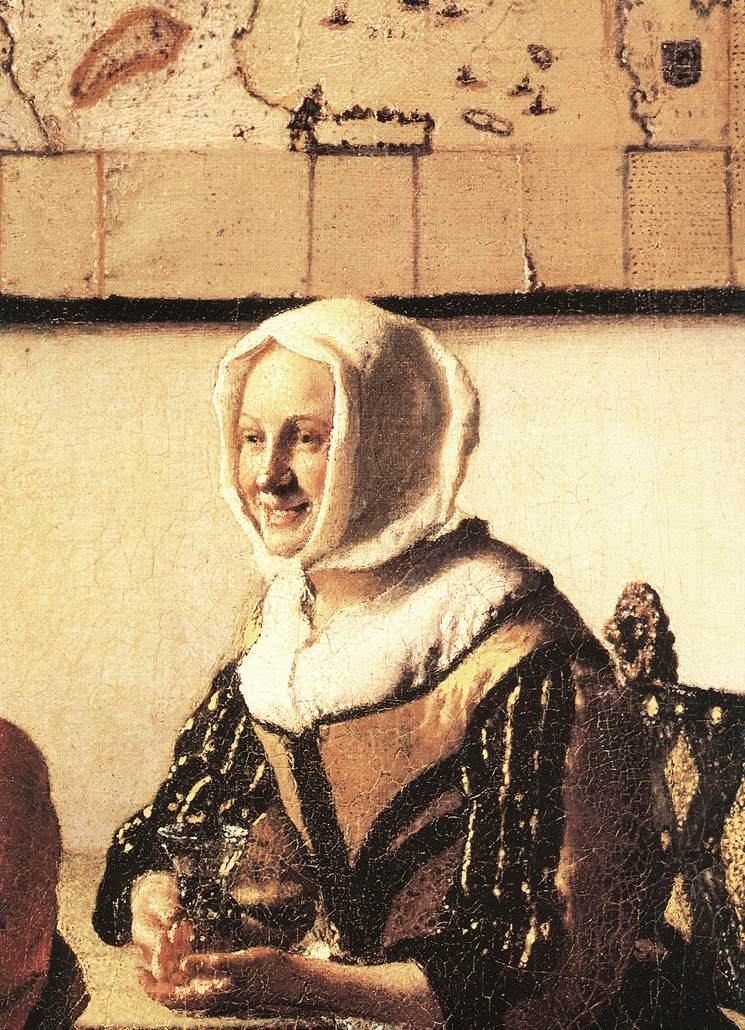
Dettaglio

Il Soldato con ragazza sorridente è un dipinto a olio su tela (50,5x46 cm) di Jan Vermeer, databile al 1658 circa e conservato nella Frick Collection di New York.

## Storia
Forse si tratta del "soldato con una ragazza che ride, molto bello, del suddetto [Vermeer]" che compare al numero 11 del catalogo dell'asta Dissius, tenutasi ad Amsterdam il 16 maggio 1696, e che fu venduto per 44,10 fiorini. Probabilmente proveniva dalla collezione di Pieter van Ruijven, supposto mecenate di Vermeer che ne acquistò 20 quadri. Forse il Soldato con ragazza sorridente è da mettere in relazione con il prestito di 200 fiorini che l'uomo fece al pittore nel 1657, fatto poi rivalere come pagamento anticipato per alcuni dipinti eseguiti per lui negli anni seguenti.
Il dipinto compare documentato per la prima volta a un'asta londinese del 1861 con attribuzione a Pieter de Hooch (autore di vari quadri con soldati), che mantenne anche nelle aste parigine del 1866 e del 1881. Fu ricondotto a Vermeer solo più tardi. Nella collezione newyorkese entrò nel 1911.

## Descrizione e stile
Si tratta di una scena galante ambientata in un ambiente domestico, dominato dalla luce che entra da una finestra in tralice sulla sinistra e illumina una ragazza sorridente in secondo piano, mentre lascia in ombra, in primo piano, un uomo di spalle di tre quarti, rivolto alla donna. Essa è abbigliata con una cuffia bianca e un vestito da ricca borghese con un busto in seta gialla con inserti più scuri e un'ampia scollatura colmata dalla camicia bianca sottostante. Tiene inoltre tra le mani una brocca di vino. L'uomo invece indossa un grande cappello a tesa larga, un cappotto militare rosso con una cinghia trasversale e ampi polsini a sbuffo.
Il taglio prospettico è lo stesso della Ragazza che legge una lettera davanti alla finestra, che poi si ritroverà in alcune delle opere più tipiche dell'artista. La finestra è pressoché identica, così come la parete intonacata di bianco, su cui però, in questo caso, è appesa una carta geografica dell'Olanda e della Frisia Occidentale, da una pubblicazione di Willem Blaeu (che compare con piccole variazioni in altri cinque dipinti riferibili all'artista). La stessa ragazza sembra la medesima modella del dipinto richiamato, perfino nella foggia dell'abito. Rispetto a tale opera però il Soldato con ragazza sorridente presenta una composizione più articolata ed evoluta, facendo pensare a un'esecuzione leggermente posteriore. La posa dell'uomo, col gomito alzato e puntato verso lo spettatore, e lo scalare dei piani con diverse illuminazioni, amplificano infatti la profondità della scena, ed è probabile che l'artista per realizzare la scena si sia avvalso di strumenti ottici, come un telescopio ribaltato, che spiegherebbe la sproporzione grandangolare tra i due piani principali della scena.

## Citazioni letterarie
In uno dei suoi libri di maggior successo Città di vetro, ambientato a New York, lo scrittore americano Paul Auster cita l'opera di Jan Veermer, attraverso il pensiero del protagonista, l'investigatore Daniel Quinn: «Per un momento Quinn pensò al quadro di Vermeer con il soldato e la ragazza che sorride, cercando di ricordare l'espressione sul viso della fanciulla, l'esatta posizione delle sue mani intorno alla coppa, il dorso rosso dell'uomo senza volto. Mentalmente, ebbe una fugace visione della mappa azzurra appesa al muro, inondata dalla luce del sole che si riversava dalla finestra» (Milano, Edizioni Anabasi, 1985, pag.18).